# Nokia 8810
Il Nokia 8810 è un telefono cellulare prodotto dall'azienda finlandese Nokia e messo in commercio nel 1998.

## Caratteristiche
- Dimensioni: 107 x 46 x 18 mm
- Massa: 98  g
- Durata batteria in conversazione: 2 ore
- Durata batteria in standby: 36 ore (2 giorni)
- Infrarossi